# Борек-Малий
Борек-Малий (пол. Borek Mały) — село в Польщі, у гміні Острув Ропчицько-Сендзішовського повіту Підкарпатського воєводства.
Населення — 303 особи (2011).
У 1975-1998 роках село належало до Ряшівського воєводства.

## Демографія
Демографічна структура станом на 31 березня 2011 року:
|          | Загалом | Допрацездатний вік | Працездатний вік | Постпрацездатний вік |
| -------- | ------- | ------------------ | ---------------- | -------------------- |
| Чоловіки | 149     | 30                 | 103              | 16                   |
| Жінки    | 154     | 36                 | 85               | 33                   |
| Разом    | 303     | 66                 | 188              | 49                   |